# فابیو پرسکا
فابیو پرسکا (ایتالیایی: Fabio Presca; ۴ دسامبر ۱۹۳۰ – ۱۶ فوریهٔ ۲۰۰۸) بازیکن بسکتبال اهل ایتالیا بود.
از باشگاه‌هایی که در آن بازی کرده‌است می‌توان به باشگاه بسکتبال تریسته اشاره کرد.